# Francis Kerbiriou
Francis Kerbiriou   (Rennes, 11 de maig de 1951) és un atleta francès, ja retirat, especialista en els 400 metres, que va competir durant la dècada de 1970.
El 1972 va prendre part en els Jocs Olímpics d'Estiu de Munic, on va disputar dues proves del programa d'atletisme. En els 4×400 metres, formant equip amb Gilles Bertould, Roger Vélasques i Jacques Carette, va guanyar la medalla de bronze, mentre en els 400 metres quedà eliminat en sèries. Quatre anys més tard, als Jocs de Montreal, quedà eliminat en sèries en els 4×400 metres.
En el seu palmarès també destaca una medalla d'or en el 4x2 voltes del Campionat d'Europa d'atletisme en pista coberta de 1973 i una medalla de plata als Jocs del Mediterrani de 1975. A nivell nacional guanyà els campionats francesos dels 400 metres el 1972 i 1975.

## Millors marques
- 400 metres. 46.01" (1972)[1]